# Pragobanka Cup 1994
Der Pragobanka Cup 1994 war die erste Austragung eines seit diesem Jahr jährlich in Tschechien stattfindenden Eishockeyturniers. Dieses Turnier wurde Teil der seit 1996 stattfindenden Euro Hockey Tour. Im Jahre 1994 spielte neben den Nationalmannschaften Schwedens, Russlands und Tschechiens noch die der Slowakei.
Die Spiele des Jahres 1994 fanden vom 1. bis 4. September vor insgesamt 16.262 Zuschauern in Zlín statt.

## Spiele
| 1. September 1994 | Tschechien Milan Kastner (12:12) Radek Bělohlav (13:50) Martin Smeták (14:00) Tomáš Jelínek (34:10) Pavel Patera (44:29) | 5:3 (3:2, 1:1, 1:0) | Russland Nikolai Syrzow (0:55) Dmitri Krassotkin (15:54) Uladsimir Zyplakou (24:55) | Zimní stadion, Zlín Zuschauer: 2.500 |

| 1. September 1994 | Schweden Ove Molin (4:37) Tomas Forslund (47:12) Daniel Alfredsson (48:20) Ove Molin (48:53) Thomas Forslund (54:07) Andreas Johansson (58:08) | 6:2 (1:0, 0:2, 5:0) | Slowakei Jozef Daňo (26:00) Ľubomír Kolník (39:28) | Zimní stadion, Zlín Zuschauer: 1.137 |

| 2. September 1994 | Russland Alexander Prokopjew Dmitri Denissow | 2:1 (1:0, 0:1, 1:0) | Schweden | Zlín Zuschauer: 0414 |

| 3. September 1994 | Tschechien Martin Smeták (2) Roman Horák (2) Martin Procházka Radek Měsíček Pavel Patera | 7:0 (3:0, 3:0, 1:0) | Slowakei | Zlín Zuschauer: 6.000 |

| 4. September 1994 | Russland Dmitri Krassotkin Dmitri Denissow | 2:2 (0:0, 0:2, 2:0) | Slowakei | Zlín Zuschauer: 0650 |

| 4. September 1994 | Tschechien Tomáš Jelínek (2) Martin Smeták Pavel Patera | 4:4 (1:1, 0:1, 3:2) | Schweden Stefan Larsson (2) Jörgen Jönsson Thomas Forslund | Zlín Zuschauer: 5.561 |

## Tabelle
| Pl. |            | Sp | S | U | N | Tore | Punkte |
| 1.  | Tschechien | 3  | 2 | 1 | 0 | 16:7 | 5      |
| 2.  | Russland   | 3  | 1 | 1 | 1 | 7:8  | 3      |
| 3.  | Schweden   | 3  | 1 | 1 | 1 | 11:8 | 3      |
| 4.  | Slowakei   | 3  | 0 | 1 | 2 | 4:14 | 1      |